# Omphale astom
Omphale astom är en stekelart som beskrevs av T.C. Narendran 2006. Omphale astom ingår i släktet Omphale och familjen finglanssteklar. Inga underarter finns listade i Catalogue of Life.